# Vertikalkreis (Instrument)

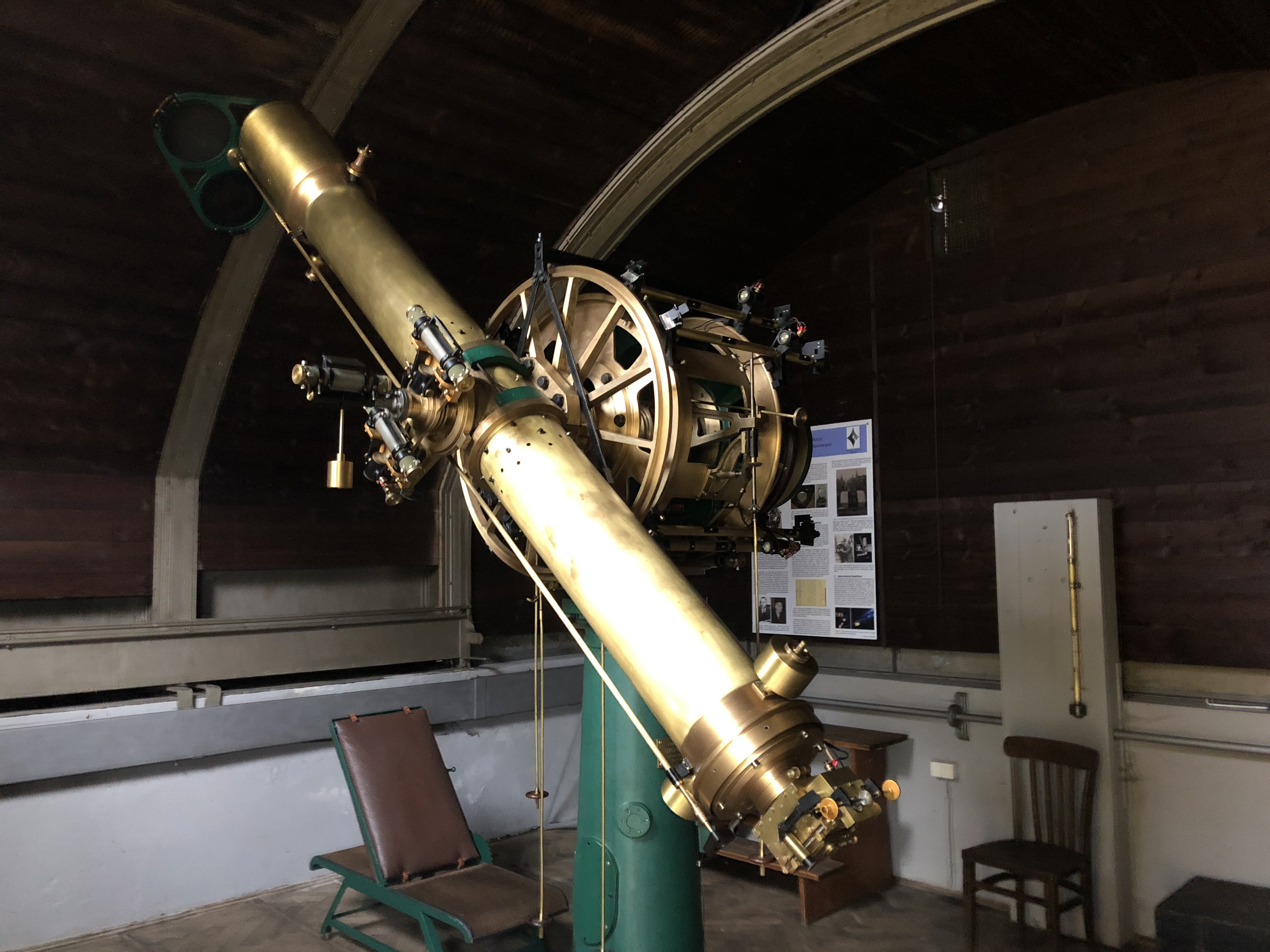
Askania Vertikalkreis; er war von 1927 bis 2007 in der Universitäts-Sternwarte München in Betrieb.

Ein Vertikalkreis (veraltet Vertikalzirkel) ist ein Winkel-Messinstrument, das in der Astronomie und in der Geodäsie (z. B. als Teil eines Theodoliten) verwendet wird. Der Name des Instruments stammt vom mathematischen Konzept des Vertikalkreises in der sphärischen Geometrie ab.

## Geodätisches Messinstrument

Horizontal- und Vertikalkreis eines Theodolits

Geodäten verstehen unter dem „Vertikalkreis“ den Vertikal- oder Höhenkreis eines optisch-mechanischen Messinstruments (Theodolit, Tachymeter). Dieser aus Glas oder legiertem Metall bestehende Teilkreis dient der Messung von Zenitwinkeln. Sie können mit Hilfe von Mikrometern oder elektronisch auf etwa 1" genau abgelesen werden, bei größeren Universalinstrumenten sogar auf 0,1".
Der Bezug zur Lotrichtung wird hergestellt durch eine sehr empfindliche Libelle oder durch einen Höhenkompensator, der sich aufgrund der Schwerkraft in Lotrichtung ausrichtet; die verbleibende Abweichung heißt Höhenindexfehler.
Zur Erhöhung der Messgenauigkeit wird das Theodolitfernrohr nach der ersten Messung „durchgeschlagen“, d. h. in die zweite Vertikalkreislage gebracht. Die beiden Ablesungen sollten sich auf 360° (bzw. 400 gon) ergänzen. Die allfällige Abweichung hiervon hängt mit dem Kollimations- bzw. Zielachsenfehler zusammen. Durch Messung der Höhenwinkel (Zenitwinkel) in beiden Fernrohrlagen und Differenzbildung der Messwerte entfällt er.

## Astronomische Messeinrichtung

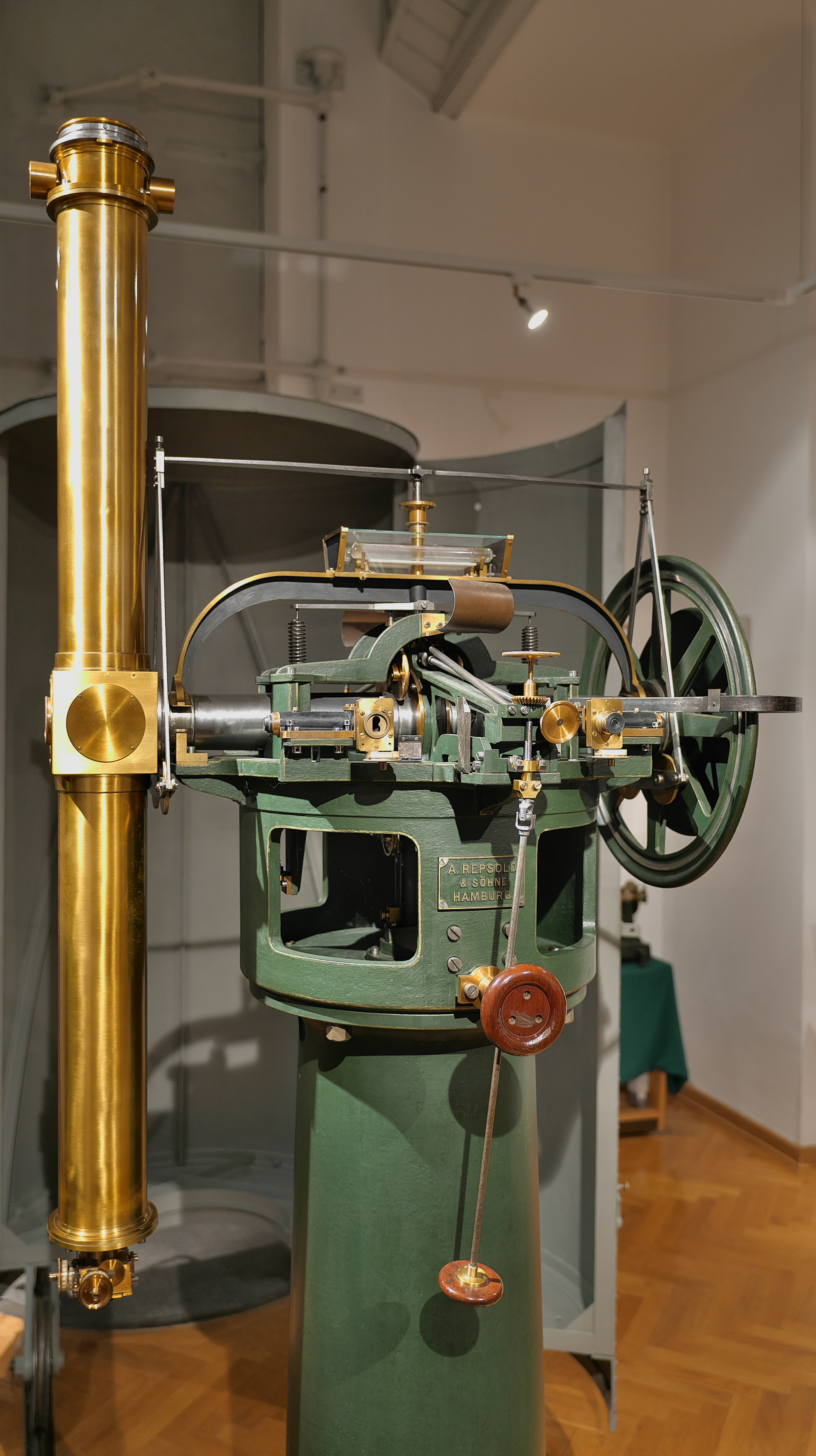
Vertikalkreis der Kuffner-Sternwarte in Wien-Ottakring aus dem Jahr 1894 von A. Repsold & Söhne.

Als Begriff der Instrumentenkunde ist er ein im Aufbau dem Meridiankreis ähnliches, in Höhe und Azimut drehbares astronomisches Winkelmessgerät. Es besteht aus einem Fernrohr (in der Astrogeodäsie vereinzelt auch ein Spiegelobjektiv, z. B. beim „Kern DKM3“), das auf einer horizontalen Kippachse justierbar gelagert ist und von einer stabilen Altazimut-Montierung getragen wird. Die Winkelbewegungen um Kipp- und Stehachse werden mit großen, feingeteilten Kreisen und einem Ablesemikroskop gemessen.
Diese Instrumente stellen die Vorgänger des Theodolits dar und erlauben, Höhen- und Horizontalwinkel von Sternen bzw. Sternpaaren im horizontalen Koordinatensystem zu bestimmen.
- Ist ein Vertikalkreis zwar schwenk- oder umlegbar, aber ohne speziellen Horizontalkreis ausgeführt, so wird er Durchgangs- oder Passageninstrument genannt. Solche etwa 50 cm hohen, sehr massiv gebauten Instrumente dienen zur genauen Zeitbestimmung (Sternzeit) und – in internationalen Messkampagnen – zur Bestimmung der Differenzen von geografischen Längen.
- Ausgestattet mit einem Horrebow-Niveau (einer besonders genauen Libelle) und einem optischen Mikrometer, hat man Vertikalkreise bis etwa 1980 für die Horrebow-Talcott-Methode zur Breitenbestimmung eingesetzt (siehe International Polar Motion Service).

Als eigenständige Instrumententype kam der Vertikalkreis in der Astronomie ab dem 19. Jahrhundert langsam außer Gebrauch, da er puncto Messgenauigkeit dem Passageninstrument und insbesondere dem Meridiankreis unterlegen war. Beispielsweise wurde 1796 ein Vertikalkreis von Carry (London) mit 2 Fuß (61 cm) Brennweite auf der Sternwarte Gotha eingesetzt, aber nach wenigen Jahren weiterverkauft. In der Geodäsie wurde er jedoch – in kompakterer Bauweise – zum Universalinstrument weiterentwickelt.

## Belege
1. ↑  eingeschränkte Vorschau in der Google-Buchsuche